# Ursus americanus americanus
Ursus americanus americanus (oso negro oriental) es una subespecie de  mamíferos carnívoros  de la familia Ursidae.

## Descripción
Un oso de tamaño mediano pero una de las subespecies más grandes de U. americanus. Hasta alrededor de dos metros de longitud. Los machos adultos suelen pesar alrededor de 200 kg y las hembras alrededor de 120 kg. El pelaje es casi siempre negro con un hocico tostado.

## Alimentación
Omnívora. Las plantas y los insectos forman la parte más importante de la dieta del oso negro oriental, incluida la corteza interior de los árboles, los pastos y las hierbas en la primavera. En verano añaden a su dieta raíces, miel, frutos secos y frutas como frambuesas, arándanos, fresas, moras, arándanos rojos, manzanas y cerezas. Arrancan troncos podridos, derriban rocas y cavan en el suelo en busca de invertebrados. También come pescado, conejos, ratones, carroña y, rara vez, cervatillos de venado y crías de alces.

## Comportamiento
Las hembras sexualmente maduras alrededor de los cuatro años de edad dan a luz en la guarida de invierno en enero o febrero después del apareamiento en junio o julio. Las camadas pueden ser de uno a cinco cachorros, dos o tres son los más comunes. Los cachorros permanecen con la madre alrededor de 17 meses, tiempo durante el cual ella no vuelve a quedar embarazada. Los osos negros del este son tímidos con los humanos, pero se acercarán a las áreas pobladas cuando los alimentos naturales escaseen. Los osos pueden ser impredecibles y las madres con cachorros pueden ser particularmente peligrosas si son sorprendidas.

## Amenazas
Los conflictos con los humanos son un problema creciente a medida que crece la frecuencia de las interacciones entre humanos y osos. Esto se debe en gran parte al aumento de las poblaciones de osos y humanos, pero también a la escasez natural de alimentos que puede ser un síntoma del cambio climático. El desarrollo de carreteras en el hábitat del oso negro del este aumenta el riesgo de muertes por accidentes de tránsito, crea barreras para los movimientos naturales de los osos y también acerca a las personas y los osos entre sí. La caza furtiva de partes de oso para su uso en medicina es un problema creciente, pero aún no está muy extendido en América del Norte. La caza generalmente está bien regulada, aunque en algunos estados se lleva a cabo con perros o estaciones de cebo.

## Distribución geográfica
Se encuentra en el área comprendida entre el este de Montana y el  Atlántico, y desde Alaska, a través del Canadá, hasta el  Atlántico y Texas.